# Malazgirt, Çankaya
Malazgirt là một xã thuộc huyện Çankaya, tỉnh Ankara, Thổ Nhĩ Kỳ.